# Pseudogavelinella
Pseudogavelinella es un género de foraminífero bentónico de la subfamilia Gavelinellinae, de la familia Gavelinellidae, de la superfamilia Chilostomelloidea, del suborden Rotaliina y del orden Rotaliida. Su especie tipo es Rosalina clementiana. Su rango cronoestratigráfico abarca el Campaniense (Cretácico superior).

## Clasificación
Pseudogavelinella incluye a la siguiente especie:
- Pseudogavelinella clementiana †